# Marcin Flis
Marcin Flis (* 10. února 1994, Bychawa) je polský fotbalový obránce či záložník, od února 2016 působící v klubu Piast Gliwice. Je bývalým mládežnickým reprezentantem Polska.

## Klubová kariéra
Svoji fotbalovou kariéru začal v Stok Zakrzówek. V mládeži dále nastupoval za Sygnał Lublin a Ruch Chorzów. V lednu 2011 zamířil do klubu GKS Bełchatów. Za mužstvo hrál v Ekstraklase i I lize (druhá nejvyšší soutěž v Polsku).

### Piast Gliwice
V zimním přestupovém období sezony 2015/16 přestoupil do Piastu Gliwice, kde podepsal kontrakt na dva a půl roku, ale obratem odešel na hostování do mužstva GKS Katowice. V květnu 2016 se vrátil do Piastu, když mu bylo předčasně ukončeno hostování.

#### Sezona 2016/17
S Piastem se představil ve 2. předkole Evropské ligy UEFA, kde klub narazil na švédský tým IFK Göteborg, kterému podlehl 0:3 (v tomto utkání Marcin nenastoupil) a remízoval s ním 0:0.

### GKS Katowice (hostování)
Po přestupu do Gliwic zamířil obratem na hostování do Katowic. V květnu 2016 se předčasně vrátil z hostování do svého mateřského klubu. Celkem za tým odehrál osm soutěžních střetnutí, ve kterých se gólově neprosadil.

## Klubové statistiky
Aktuální k 28. květnu 2016
| Sezona  | Klub                 | Soutěž      | Zápasy | Góly |
| ------- | -------------------- | ----------- | ------ | ---- |
| 2010/11 | GKS Bełchatów        | Ekstraklasa | 0      | 0    |
| 2011/12 | GKS Bełchatów        | Ekstraklasa | 0      | 0    |
| 2012/13 | GKS Bełchatów        | Ekstraklasa | 1      | 0    |
| 2013/14 | GKS Bełchatów        | I liga      | 17     | 0    |
| 2014/15 | GKS Bełchatów        | Ekstraklasa | 11     | 0    |
| 2015/16 | GKS Bełchatów        | I liga      | 12     | 1    |
| 2015/16 | GKS Katowice (host.) | I liga      | 8      | 0    |

## Reprezentační kariéra
Flis je bývalým mládežnickým reprezentantem Polska. Nastupoval postupně za výběry do 17, 18, 19 a 20 let.